# قطع الودي
قطع الودي (بالإنجليزية: Sympathectomy)‏ هي عملية لا يمكن عكسها تزال فيها عقدة ودية واحدة على الأقل. من أمثلتها قطع الودي الصدري بالتنظير.